# Памятник А. С. Пушкину (Санкт-Петербург, Пушкинская улица)
Памятник Александру Сергеевичу Пушкину — скульптурный монумент в Санкт-Петербурге, установленный в 1884 году в сквере на Пушкинской улице. Изготовлен по проекту скульптора А. М. Опекушина, архитекторов Н. Л. Бенуа и А. С. Лыткина. Это самый первый памятник А. С. Пушкину в городе. Памятник является объектом культурного наследия федерального значения.

## История

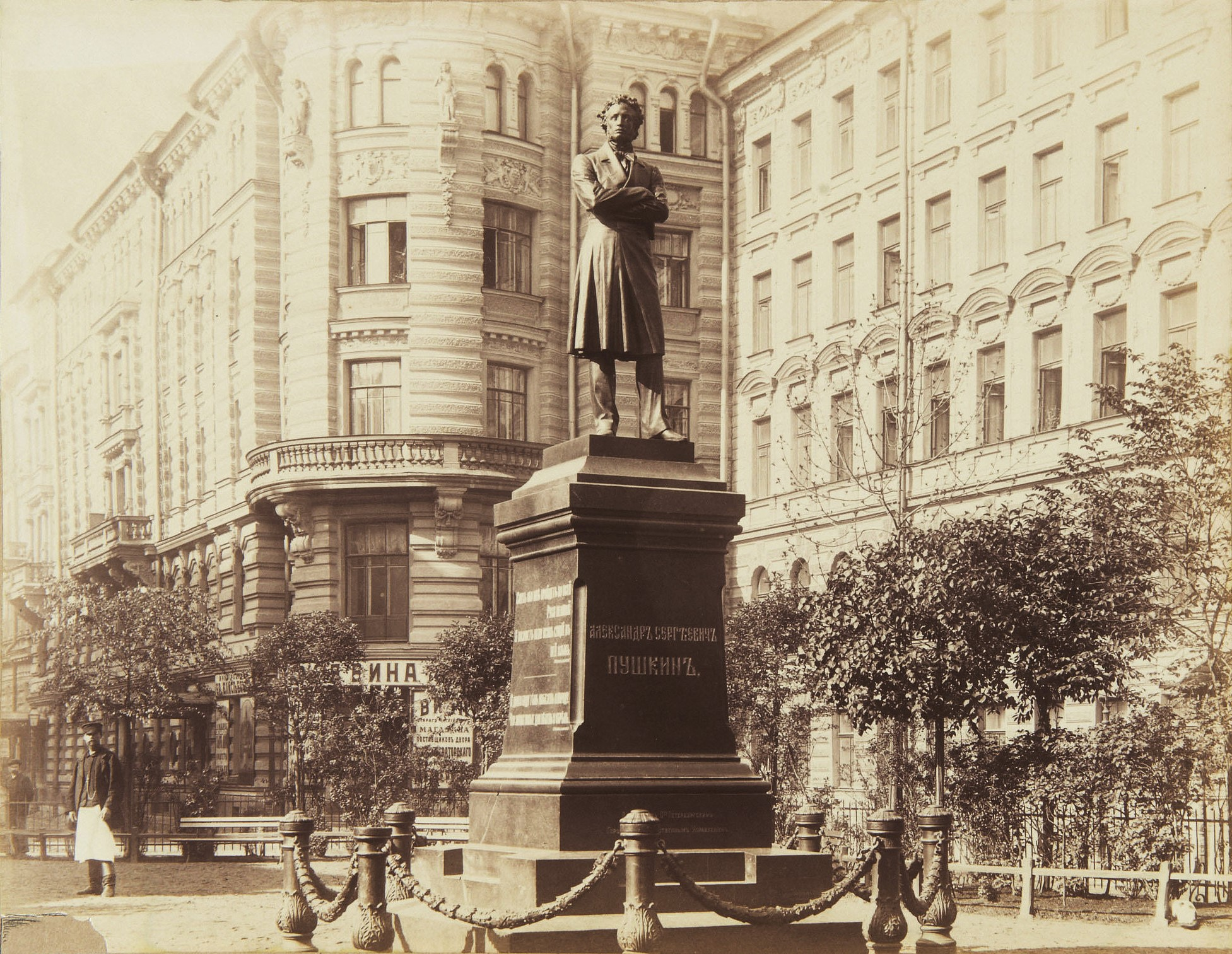
Памятник Пушкину около 1890 г.

22 августа 1881 года императором Александром III было подписано повеление о переименовании Компанейской улицы в Пушкинскую в память А. С. Пушкина. Тогда же в сквере на этой улице был установлен небольшой гипсовый бюст поэта работы И. П. Витали. В следующем году городская дума приняла решение об установке на этом месте полноценного памятника Пушкину. Была утверждена одна из моделей скульптора А. М. Опекушина, представленная ранее на конкурсах для московского памятника Пушкину.
Бронзовая скульптура была отлита на заводе А. Морана. Постамент был изготовлен в мастерской В. Е. Ефимова. 7 августа 1884 состоялось торжественное открытие памятника. Присутствовали сын поэта А. А. Пушкин, историк М. И. Семевский, ректор Санкт-Петербургского университета А. Н. Бекетов, поэт А. Н. Майков, журналист А. А. Краевский, Санкт-Петербургский градоначальник П. П. Грессер и другие.

## Описание
А. С. Пушкин изображён во весь рост. Его руки скрещены на груди, в одной из них он держит книгу. Прямоугольный постамент памятника выполнен из чёрного полированного гранита. На нём представлены фрагменты стихотворений Пушкина. Высота скульптуры составляет 2,05 м, высота постамента — 2,9 м.
По мнению историка искусств В. Г. Исаченко, скульптура плохо увязана с пьедесталом. Кроме того, небольшой памятник по своему масштабу плохо вписывается в сквер, окружённый высокими доходными домами. Писатель А. И. Куприн называл этот памятник «самым мещанским, пошлым, жалким, худосочным», имея ввиду не столько его размеры, сколько «идейное ничтожество». Схожего мнения придерживался Ф. И. Шаляпин и многие художники.